# 1905 Ambartsumian
1905 Ambartsumian este un asteroid din centura principală, descoperit pe 14 mai 1972, de Tamara Smirnova.